# 阿尼翁德蒙凯奥
阿尼翁德蒙凯奥，是西班牙阿拉贡自治区萨拉戈萨省的一个市镇。 总面积64平方公里，总人口288人（2001年），人口密度5人/平方公里。